# Larvivora sibilans
El ruiseñor silbador (Larvivora sibilans), también conocido como petirrojo de Swinhoe, es una especie de ave paseriforme de la familia Muscicapidae. Su área de reproducción se extiende desde el sur de Siberia y el mar de Ojotsk, al sur de China y el sudeste de Asia.

## Distribución y hábitat
Es una especie migratoria, se reproduce en los bosques de la taiga del noreste de Asia hasta Mongolia y pasa el invierno en el sudeste de Asia y el sur de China. Es vagabundo raro a Europa Occidental. El primer registro de esta ave en Europa fue en la isla Fair, Escocia en octubre de 2004. Otra fue vista en Polonia en enero de 2006, y más recientemente, fue vista en Norfolk, Inglaterra en octubre de 2011, de nuevo en septiembre de 2013 y en Dinamarca en octubre de 2012.
Es principalmente una especie de tierras bajas, pero a veces puede encontrarse en altitudes de hasta 1200 m sobre el nivel del mar. En el invierno puede encontrarse en zonas con árboles dispersos, matorrales, parques y jardines.

## Comportamiento
Es un pájaro esquivo y difícil de detectar, ya que se esconde entre ramas ocultas, permaneciendo estacionario durante períodos considerables. Es de hábitos terrestre e insectívoro, alimentándose principalmente de hormigas, escarabajos, arañas y otros invertebrados. A menudo chasquea su cola de una forma característica.
Se reproduce en junio o julio. El nido tiene forma de cuenco y a menudo hecho en el agujero de un árbol o en un tocón, generalmente muy cerca del suelo. Está hecho de hojas secas, hierbas y musgo, y forrado con materiales más finos. Por lo general la hembra pone cinco o seis huevos, de color azul pálido o gris-azulado con manchas marrón. La migración hacia el sur inicia poco después de que los pichones son criados, a finales de agosto en Rusia y unas semanas más tarde en Corea. Las aves llegan en las proximidades de Hong Kong en noviembre y pasan el invierno en Tailandia, Laos y Vietnam. En la primavera se mueven hacia el norte de nuevo, llegando a Corea en mayo y a Rusia a principios de junio.